# П'єзоефект

П'єзоелектричний диск генерує напругу при деформації. Амплітуда коливань диска збільшена для наочності.

П'єзоефект — виникнення електричних зарядів (п’єзоелектрики) на гранях деяких кристалів при їхній деформації (прямий п'єзоефект), або навпаки — виникнення деформації цих кристалів внаслідок дії електричного поля (зворотний п'єзоефект).

## Історія
Перші дослідження п'єзоефекту були виконані французькими фізиками Жаком і П'єром Кюрі в 1880 році на кристалі кварцу.

## Загальний опис
П'єзоефект властивий понад 1500 речовинам. Спостерігається у всіх сегнетоелектриках і у багатьох піроелектриках. На відміну від електрострикції, п'єзоефект залежить від напряму силових ліній поля, тому дія на площини кристала змінних електричних полів призводить до його вібрації. Найбільша амплітуда коливань кристала відбувається у випадку, коли частота коливань поля відповідає резонансній частоті коливань кристала. 
Ступінь поляризації кристалу при п'єзоефекті прямо пропорційний механічному напруженню. Коефіцієнт пропорційності між ними називається п’єзоелектричним модулем. Для характеристики п'єзоефекту використовують відношення п’єзомодуля порід до п’єзомодуля монокристалу кварцу. Найбільший п'єзоефект має жильний кварц (10% від модуля монокристалу), п'єзомодуль кварцитів — 1% від модуля монокристала, гнейсів і гранітів — 0,2-0,5%.